# Konec řezníků v Čechách
Konec řezníků v Čechách je album od brněnské hudební skupiny Morčata na útěku, které vyšlo v roce 2006. Obsahuje 17 skladeb.

## Účinkují
- Kytara a Baskytara - Ketchup
- Kytara - Mikesh
- Texty - Yetty, Leňa

## Seznam skladeb
| Pořadí         | Název                                                                                    | Délka   |
| -------------- | ---------------------------------------------------------------------------------------- | ------- |
| 0.             | Máme je krátký (Janek Ledecký - Na Ptáky Jsme Krátký)                                    |         |
| 1.             | Swingersparty (Kabát - Dole V Dole)                                                      |         |
| 2.             | Rodinná Pouta Aneb Moc Hodnej Strejda (Kryštof - Obchodník S Deštěm)                     |         |
| 3.             | Planeta Prasat Aneb Jak Svět Přichází O Řezníky (Vlastní Tvorba)                         |         |
| 4.             | Žeru Krávy, Chráním Jetel Aneb Jak Řezníci Přichází O Iluze (Waldemar Matuška - Do Věží) |         |
| 5.             | Ufonova Píseň Lásky (Tears For Fears - Shout)                                            |         |
| 6.             | Carmageddon (Vlastní Tvorba)                                                             |         |
| 7.             | Pro Alánka (Tři Sestry - '63)                                                            |         |
| 8.             | Rozumně Uložená Měna (Rammstein - Moskau)                                                |         |
| 9.             | Santa Monica (Alkehol - Vesnická)                                                        |         |
| 10.            | Hownotsuts (Vlastní Tvorba)                                                              |         |
| 11.            | To Jsme Mi Borci Ze Štatlu (The Offspring - All I Want)                                  |         |
| 12.            | CzechDech (Vlastní Tvorba)                                                               |         |
| 13.            | Werepig Aneb Jak Prasatům Chutná Život (Wanastowi Vjecy - Vlkodlak)                      |         |
| 14.            | Tvou Vlhkou Studánku Chci Aneb The Lesbian Anthem (Aneta Langerová - Letím Ke Hvězdám)   |         |
| 15.            | Homeless Firecult (Black Sabbath - Paranoid)                                             |         |
| 16.            | Zkurvený Záda Aneb Jak Mrzáci Neztrácejí Naději (Hudba Praha - Špinavý Záda)             |         |
| Celková délka: | Celková délka:                                                                           | 1:01:00 |